# GROMOS
GROMOS é um campo de força para simulação de dinâmica molecular desenvolvido na Universidade de Groningen e no Computer-Aided Chemistry Group no Laboratório de Físico-Química em ETH Zurich.
O campo de força átomo unido foi optimizado no que diz respeito às propriedades de fase condensada de alcanos.
O GROMOS é também o nome para o pacote de simulação de dinâmica molecular associado a este campo de força.

## Versões

### GROMOS87
Os átomos de hidrogênio alifáticos e aromáticos foram incluídos implicitamente, pela representação do átomo de carbono e átomos de hidrogênio ligados a um único grupo centrado no átomo de carbono, um campo de força de átomo unido. Os parâmetros de van der Waals foram derivados do cálculo das estruturas cristalinas de hidrocarbonetos e de cálculos em aminoácidos utilizando raio de corte curto não ligado (0.8 nm).

### GROMOS96
Uma reescrita substancial do pacote de simulação foi lançada em 1996.
O campo de força também foi melhorado, e.g.g. da seguinte maneira: Grupos alifáticos CHn foram representados como átomos unidos com van der Waals reparametrizados com base em uma série de simulações de dinâmica molecular modelos de alcanos líquidos  usando raios de corte longos (1.4 nm) não ligados. Esta versão está sendo continuamente refinada e um número de diferentes conjuntos de parâmetros estão disponíveis.  O GROMOS96, além de ter um estudo de dinâmica molecular, também inclui um estudo da dinâmica estocástica e também de minimização de energia. O componente de minimização de energia também foi parte do último GROMOS, chamado GROMOS 87. O GROMOS96 foi planejado e concebido durante um período de 20 meses. Este pacote é o projeto que envolve 40 programas diferentes, e cada um deles tem uma função essencial diferente. Um exemplo de dois programas importantes dentro do GROMOS96 são o PROGMT, responsável pela construção da topologia molecular e também o PROMPT, mudando a topologia molecular clássica na topologia molecular de caminho-integral.

### GROMOS05
Uma versão atualizada do pacote de simulação foi introduzida em 2005.

### GROMOS11
A versão atual do GROMOS é datada de Maio de 2011.

## Conjuntos de parâmetros
Alguns dos parâmetos de conjuntos de campos de força que são baseadas no campo de força GROMOS: A versão-A é para aplicação de soluções de proteínas aquosas ou apolares , nucleotídeos e açúcares e a versão-B é para a simulação de moléculas isoladas (fase gasosa).

### 54
- 54A7[6] - 53A6 tomado e ajustados os termos do ângulo de torção para melhor reproduzir propensões helicoidais, alteradas a repulsão N–H, C=O, novos grupos de carga CH3, parametrisação do Na+ e Cl− para melhorar a energia livre de hidratação e novos diedros impróprios.
- 54B7[6] - 53B6 in vacuo tomados e alterados da mesma forma como do 53A6 ao 54A7.